# Municipalità locale di Govan Mbeki
Govan Mbeki è una municipalità locale (in inglese Govan Mbeki Local Municipality) appartenente alla municipalità distrettuale di Gert Sibande della provincia di Mpumalanga in Sudafrica. 
In base al censimento del 2001 la sua popolazione è di 221 747 abitanti.
Il suo territorio si estende su una superficie di 2.954 km² ed è suddiviso in 31 circoscrizioni elettorali (wards). Il suo codice di distretto è MP307.
Questa municipalità locale è anche chiamata Highveld East.

## Geografia fisica

### Confini
La municipalità locale di Govan Mbeki confina a nordovest con quella di Delmas (Nkangala), a nord con quella di Emalahleni (Nkangala), a nordest con quella di Steve Tshwete (Nkangala), a est con quella di Msukaligwa, a sud con quella di Lekwa e a ovest con quelle di Dipaleseng e Lesedi (Sedibeng/Gauteng).

### Città e comuni
- Bethal
- Brendan Village
- Charl Cilliers
- Eendrag
- Embalenhle
- eMzinoni
- Evander
- Highveld East
- Highveld Ridge Mines
- Kinross
- Leandra
- Lebogang
- Leslie
- Leslie Gold Mines
- Mandela Section
- Milan Park
- Roodebank
- Secunda
- Sorento Park
- Trichardt

### Fiumi
- Blesbokspruit
- Boesmanspruit
- Klipspruit
- Kromdraaispruit
- Kwaggalaagte
- Leeuspruit
- Olifants
- Rietspruit
- Steenkoolspruit
- Suikerbosrant
- Trichardspruit
- Viskuile
- Waterval
- Wilger

### Dighe
- Bethaldam
- Bossiespruit Dam
- Rietfontein Dam
- Trichardsfonteindam